# 蒋卫平
蒋卫平（1955年3月—），云南剑川人，白族，无党派人士。中华人民共和国企业家，四川天齐锂业股份有限公司董事长，第十三届全国人民代表大会四川地区代表。

## 生平
2018年2月24日，当选为第十三届全国人大代表。